# Kostel svatého Michaela archanděla (Všestudy)
Kostel svatého archanděla Michaela je zřícenina římskokatolického kostela zasvěceného svatému Michaelu ve Všestudech v okrese Chomutov. Od roku 1963 je chráněn jako kulturní památka. Kostel stojí nad rybníkem ve východní části vesnice. Obklopuje ho zrušený hřbitov v jehož rohu stojí zřícenina klasicistní márnice.

## Historie
Kostel ve Všestudech vznikl pravděpodobně na přelomu 13. a 14. století. V první polovině šestnáctého století se v okolí Chomutova šířilo protestantství. Z let 1565 a 1567 jsou známé stížnosti chomutovského hejtmana na nevhodné chování zdejšího katolického faráře a z roku 1611 se dochovala zpráva, podle které byl všestudský kostel protestantský.
V roce 1775 kostel vyhořel a o čtyři roky později proběhla rekonstrukce, díky které získal základ dochované klasicistní podoby. Věž byla přistavěna až v roce 1898. Po druhé světové válce začal kostel chátrat a počátkem devadesátých let 20. století byl v tak špatném stavu, že bylo rozhodnuto o demolici, ke které však nedošlo. Po roce 2000 započaly rekonstrukční práce, ale jedinou částí, kterou se povedlo dokončit je střecha věže.

## Stavební podoba
Budova kostela je obdélná jednolodní stavba s presbytářem ukončeným trojbokým závěrem zpevněným odstupňovanými opěrnými pilíři. Zdivo presbytáře a části lodi pochází z původní gotické stavby. V severní zdi se nachází zazděný gotický portál. K severní straně přiléhá valeně zaklenutá sakristie a v severozápadním rohu stojí štíhlá věž s jehlancovou střechou. Loď mívala plochý strop a v západní části stála kruchta.

## Vybavení
Uvnitř kostela býval novorenesanční oltář od Josefa Krejčíka s obrazem archanděla Michaela z roku 1900 a dva novorománské boční oltáře s barokními rámy. Kromě nich patřily k výbavě kostela pískovcová křtitelnice, polychromovaná socha Madony a sedm dřevěných soch světců ze druhé poloviny 18. století.
Východně od kostela stojí u domu čp. 30 barokní kamenný kříž.

## Galerie

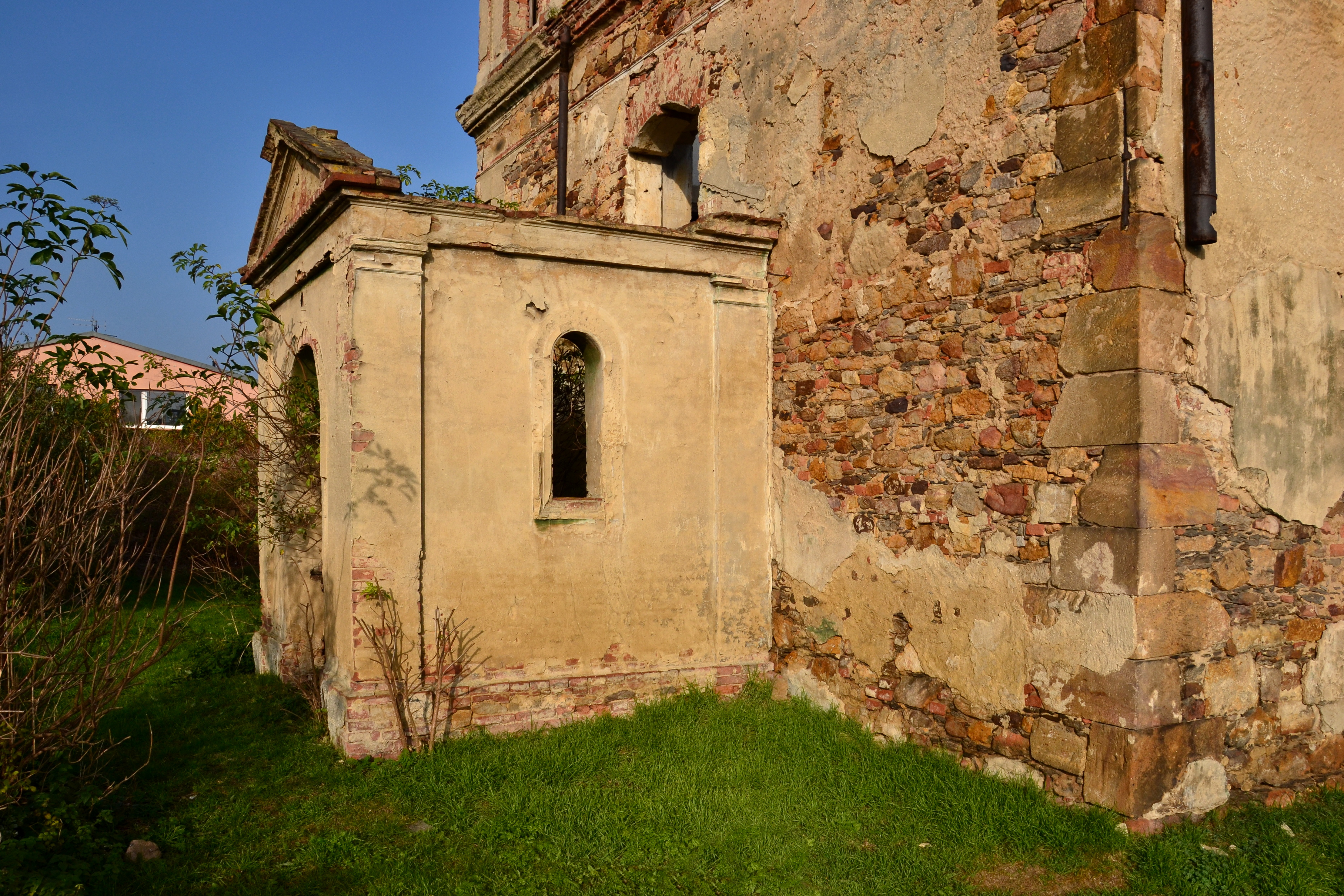
Předsíň
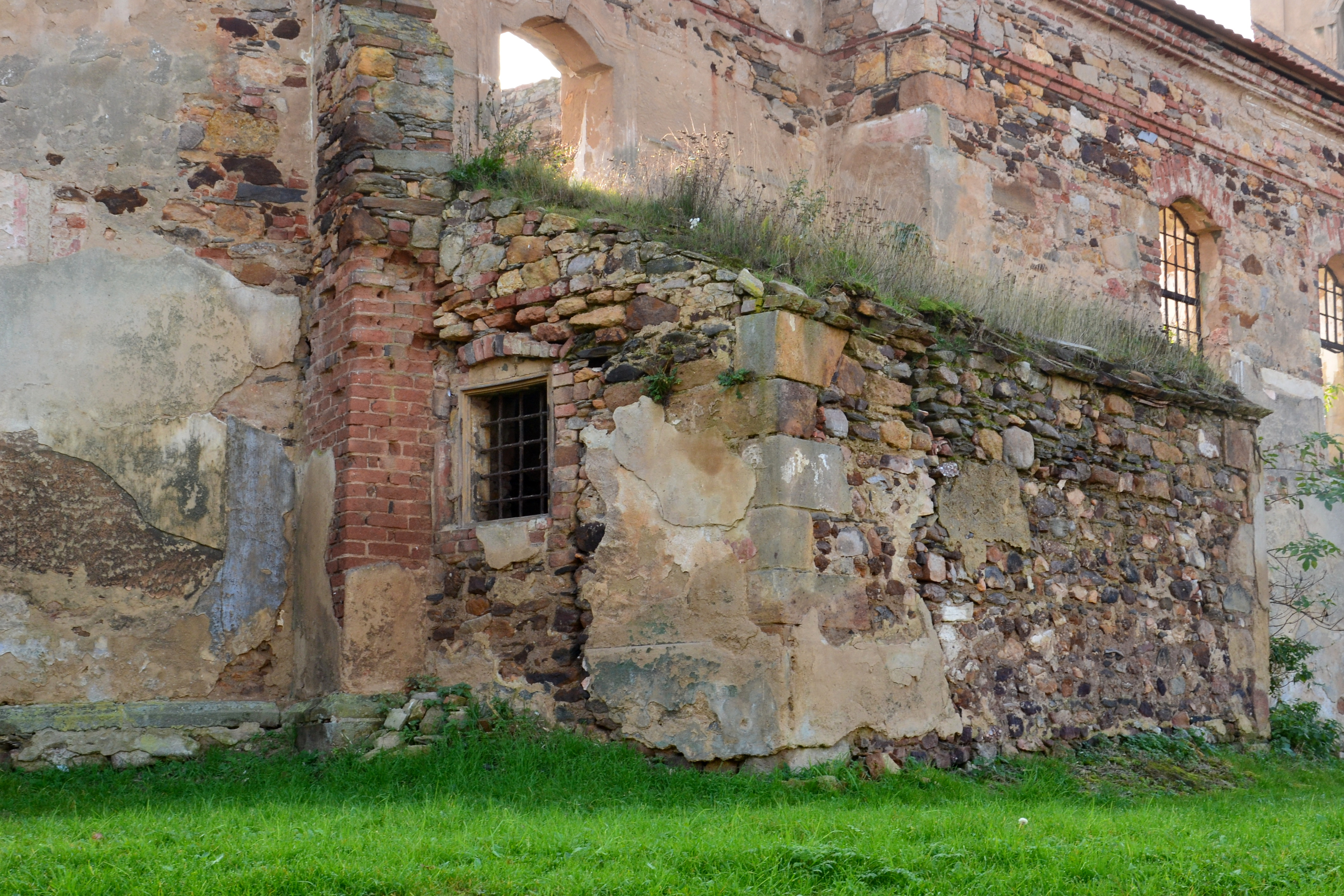
Sakristie
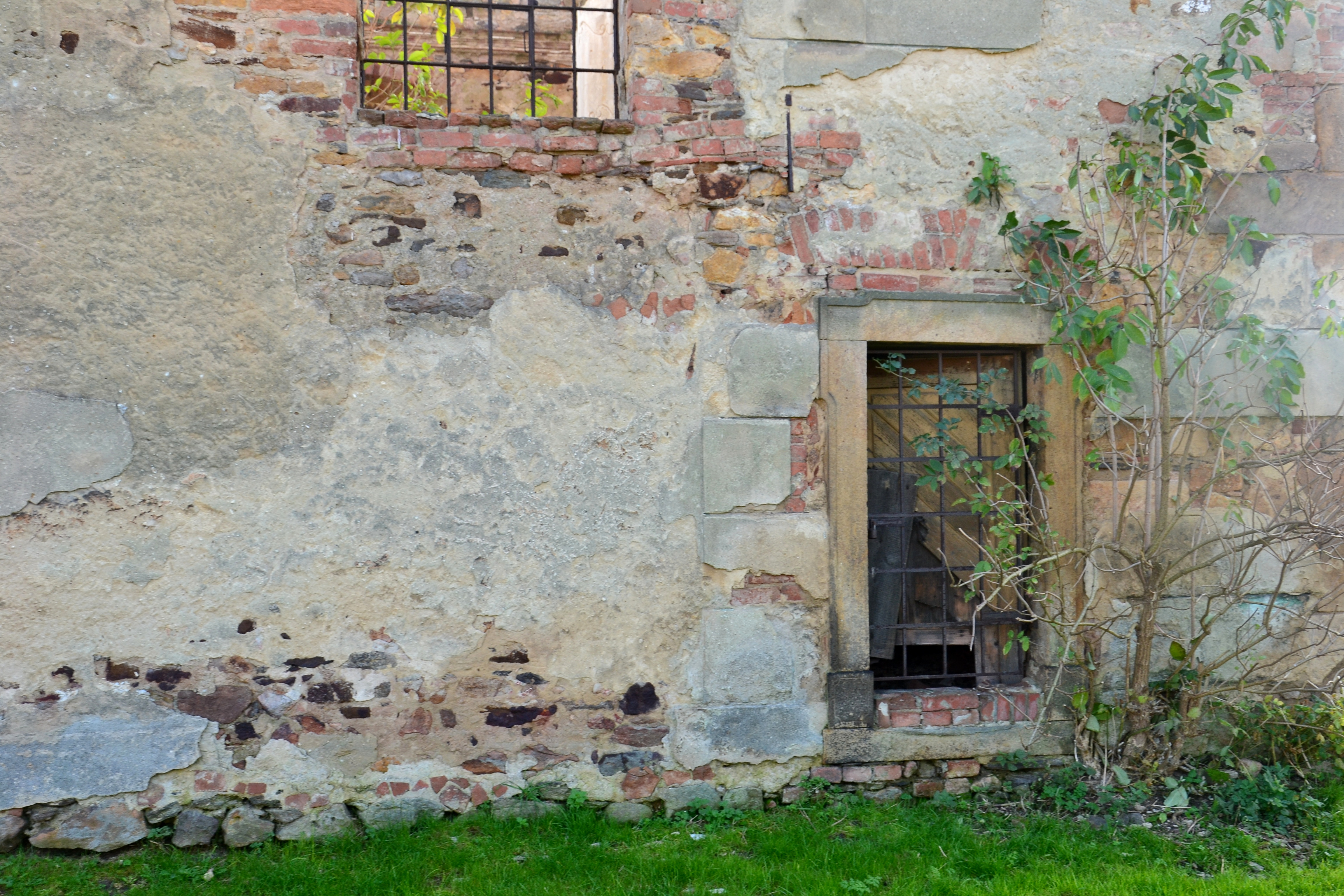
Vstup do věže
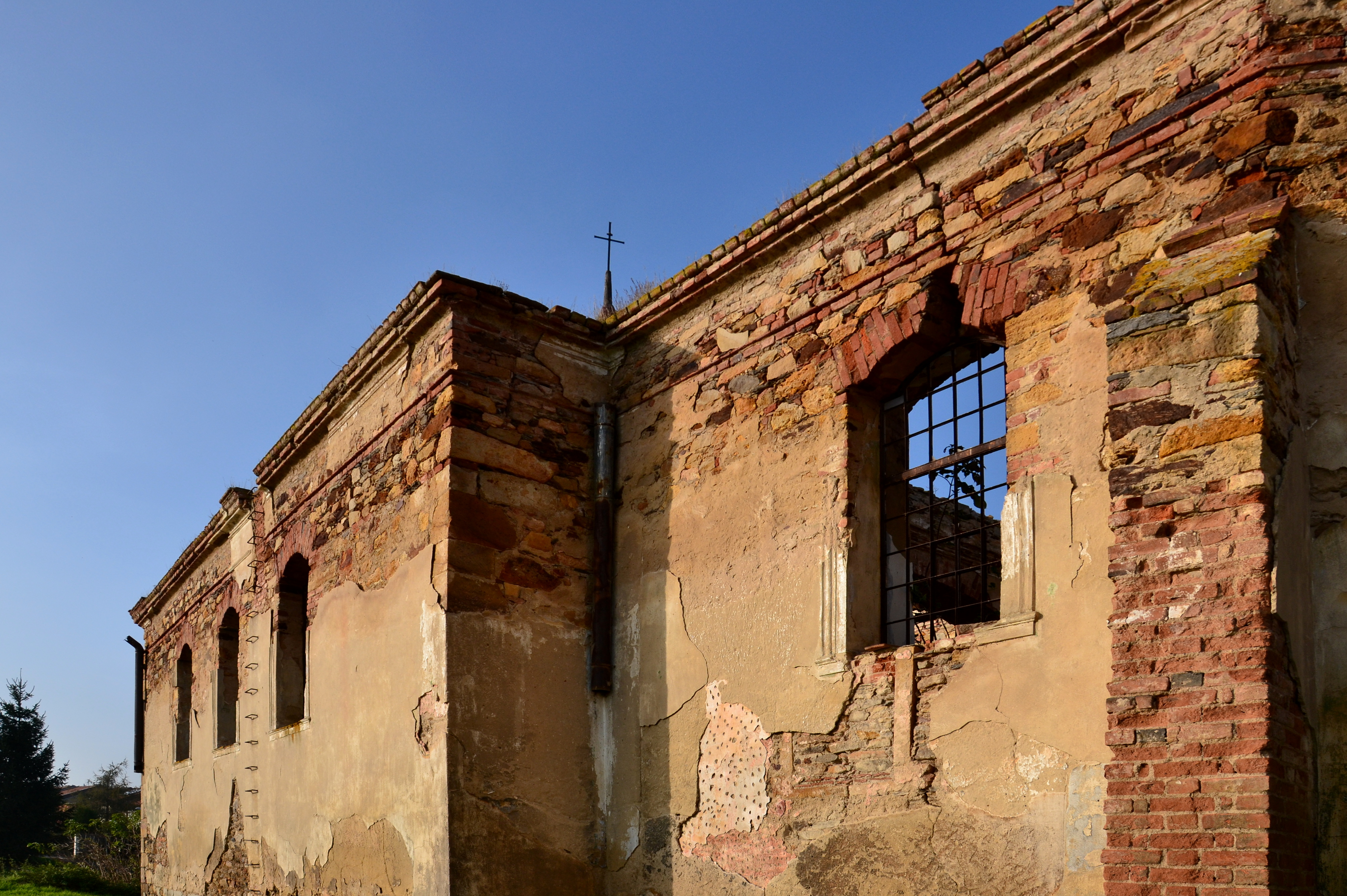
Jižní strana